# Persischer Leopard
Der Persische Leopard (Panthera pardus saxicolor = ciscaucasica), auch Nordpersischer Leopard oder Kaukasusleopard genannt, ist eine Unterart des Leoparden, die vorwiegend in Vorderasien verbreitet ist. Das Kernverbreitungsgebiet liegt im heutigen Iran. Der Persische Leopard kommt in einzelnen Individuen noch im Großen Kaukasus vor und stellt somit die einzige rezente Großkatze Europas dar. Auf Grund der strittigen taxonomischen Verhältnisse ist nicht ganz klar, welche Populationen zu dieser Unterart zu rechnen sind. Es gilt als gesichert, dass alle Leoparden aus dem Kaukasus, der Ost-Türkei, dem Nord-Iran und jene aus Turkmenistan zu dieser Unterart gehören. Unklar ist dagegen, ob die Leoparden des südlichen Iran, sowie jene in Afghanistan und Balutschistan ebenfalls dieser oder einer weiteren Unterart (P. p. sindica) angehören. Unklar ist ebenso die Stellung der Leoparden im benachbarten Kaschmir. Auch eventuelle Restbestände im Westen der Türkei könnten zu einer eigenen Unterart (P. p. tulliana) gehören. Der Persische Leopard gilt mit einem Gesamtbestand von 870 bis 1300 Tieren als stark gefährdet.

## Merkmale
Der Persische Leopard ist besonders hell gefärbt und trägt relativ große Flecken. Er ist eine der größten Unterarten. Die Gesamtlänge zweier großer Tiere aus dem Nordiran betrug 213 beziehungsweise 212 cm. Ihr Gewicht betrug 86 beziehungsweise 66 kg. Der größte bekannte Schädel, der im Golestan-Nationalpark gefunden wurde, hatte eine Länge von 288 mm.

## Taxonomie

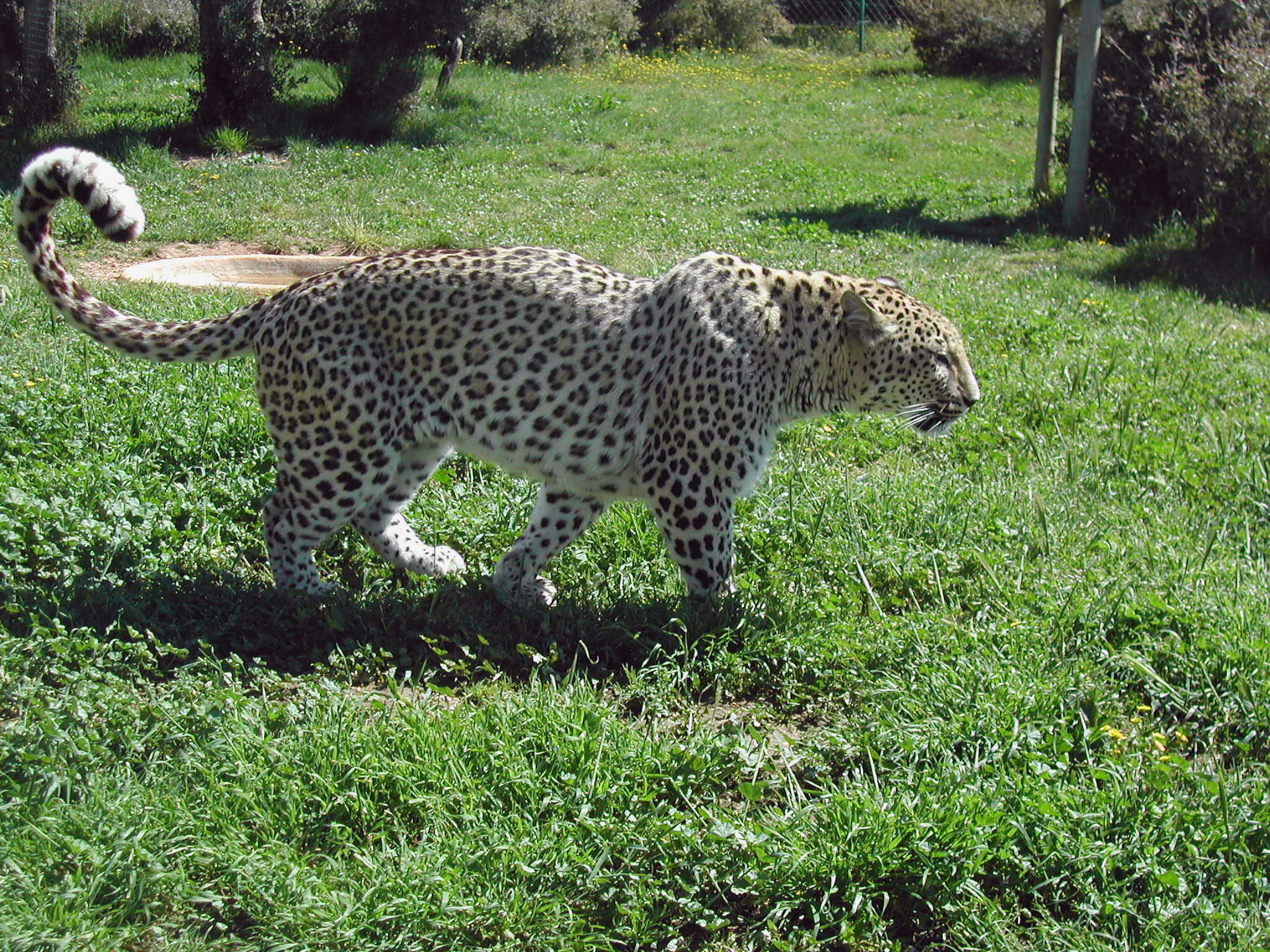
Persischer Leopard

Die systematische Stellung des Persischen Leoparden ist noch nicht restlos geklärt. Insbesondere ist fraglich, welche Populationen zwischen Kleinasien und Kaschmir zu dieser Unterart zählen. Klar ist, dass sich die Leoparden Persiens vom Arabischen Leoparden (P. p. nimr) einerseits und dem Indischen Leoparden (P. p. fusca) andererseits genetisch und äußerlich unterscheiden. Im fraglichen Gebiet wurden ursprünglich sieben Unterarten (tulliana, ciscaucasica, saxicolor, sindica, millardi, dathei, transcaucasica) beschrieben. Genetischen Studien zufolge, die allerdings auf wenigen Individuen basieren, sind diese alle einer Unterart zuzuordnen. Morphologische Analysen deuten im Gegensatz dazu allerdings darauf hin, dass lediglich die Formen ciscaucasica, saxicolor und transcaucasica zum Persischen Leoparden zu rechnen seien. Dabei hätte der wissenschaftliche Name Panthera pardus ciscaucasica als ältester Name Priorität. Der Westanatolische Leopard (P. p. tulliana) einerseits und der Baluchistan-Leopard (P. p. sindica) andererseits scheinen dagegen eigene Unterarten zu bilden. Zu Letzterem zählt diesen Analysen zufolge auch die Zentralpersische Form (dathei) und vermutlich der Kaschmir-Leopard (millardi). Dies ist jedoch nicht bestätigt. Unklar bleibt auch bei Anerkennung des Balutschistan-Leoparden als eigene Unterart der Verlauf der Grenze zwischen dieser Form und dem Nordpersischen Leoparden. Falls man den Westanatolischen Leoparden (P. p. tulliana) zum Persischen Leoparden zählen würde, hätte dieser Name als ältester wissenschaftlicher Name Priorität. Auch aufgrund dieser Unsicherheiten behält beispielsweise die IUCN vorerst den traditionellen Namen saxicolor bei.
Die Leoparden im Norden des Iran sollen meist große, blass gefärbte Tiere sein, während im Süden eher dunkel gefärbte, etwas kleinere Exemplare vorkommen sollen. Neuere Studien konnten allerdings keine auffälligen Unterschiede im Fellmuster zwischen Nordpersischen und Südpersischen Leoparden feststellen.

## Bestand und Verbreitung

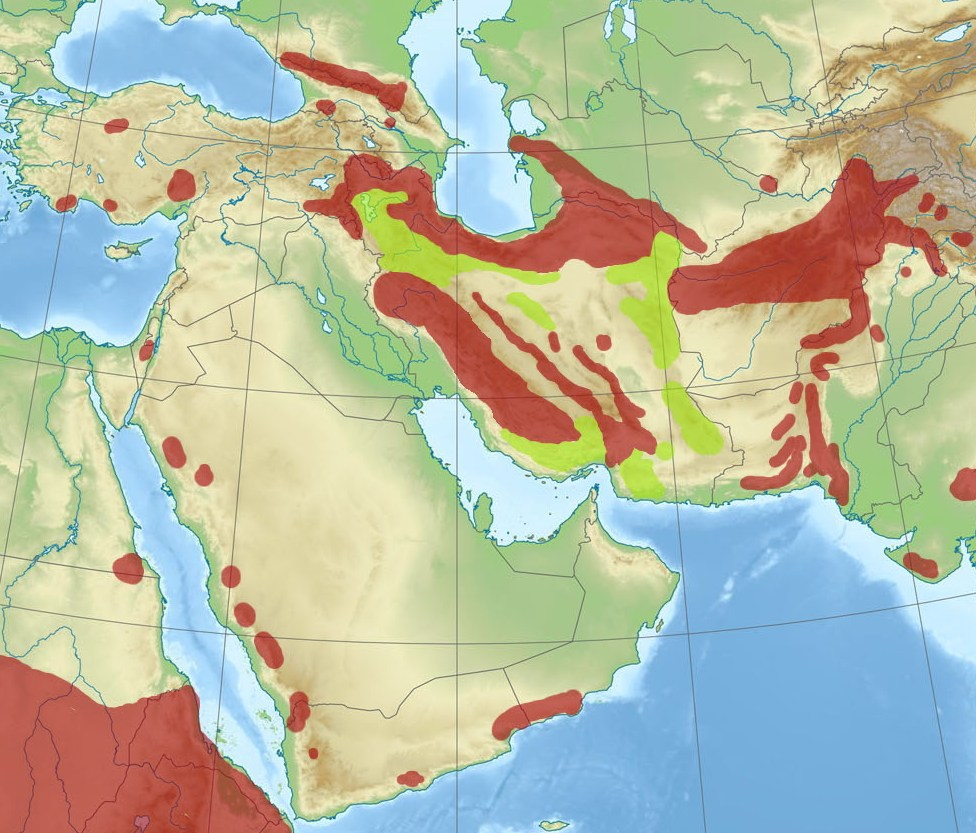
Verbreitungsgebiet des Leoparden im Mittleren Osten (ungesicherte Vorkommen im Iran: hellgrün)

Insgesamt wird der wildlebende Bestand an ausgewachsenen Persischen Leoparden auf weniger als 870–1300 Exemplare geschätzt. Die Bestandszahlen sind zudem rückläufig. Die Unterart wird daher von der IUCN als stark gefährdet (Endangered) eingestuft.
Der Iran ist das Kernland der Verbreitung. Hier ist der Leopard noch weit verbreitet. Insbesondere in den nördlichen und nordwestlichen Landesteilen ist er zudem noch vergleichsweise häufig. Im Süden und Südosten ist er dagegen generell selten. Er bewohnt im Iran noch etwa 885.300 km², was der Hälfte der Landesfläche entspricht. Die Populationsdichte ist allerdings im Durchschnitt sehr gering. Der Bestand im Iran ist rückläufig und wird nach groben Schätzungen auf 550–850 Tiere beziffert. Knapp über die Hälfte davon kommen in Schutzgebieten vor. Die wichtigsten Leoparden-Schutzgebiete im Iran sind der Golestan-Nationalpark (40–45 Tiere), der Tandoreh-Nationalpark (12–18 Tiere) und der Bamu-Nationalpark (15–20 Tiere). Generell besteht jedoch die Tendenz zur Überschätzung der Bestandszahlen. Die Beutetiere im Iran sind zunehmend selten geworden, was die Leoparden zwingt große Jagdreviere zu durchstreifen. Dies kann in der Praxis leicht zu Mehrfachzählungen führen. Eine große Bedrohung ist die Zersplitterung der Bestände. Nur wenige Populationen gelten noch als lebensfähig. In Turkmenistan dürften etwa 80 bis 90 Tiere leben, in Afghanistan werden die Bestände auf 200 bis 300 Tiere geschätzt.
In der Kaukasusregion kommen Leoparden nur noch in wenigen, isolierten Reliktpopulationen mit jeweils wenigen Einzelindividuen vor. Die größte Teilpopulation der Region lebt im Nordwest-Iran und besteht aus etwa 25 Tieren. Wichtige Kernvorkommen liegen hier im Talysch-Gebirge, wo zusätzlich zu den iranischen Vorkommen auch etwa 3–5 Tiere auf der Seite Aserbaidschans leben dürften. Ebenso viele werden für das Iori-Mingechaur-Gebiet im Grenzgebiet zwischen Aserbaidschan und Georgien angenommen. Eine etwas größere Teilpopulation von 7–15 Leoparden bewohnt das Sangesur- und Meghri-Gebirge in Armenien und Aserbaidschan. Im Großen Kaukasus halten sich etwa 10–15 Leoparden noch in Dagestan, Inguschetien, Nordossetien und vermutlich Tschetschenien auf. Der Status im Osten der Türkei ist unbekannt. 2013 wurde ein Tier bei Diyarbakır erschossen. Ob der Leopard im Westen der Türkei noch vorkommt, ist ebenfalls unklar. Im Südosten Armeniens scheint Wilderei ein großes Problem zu sein. Die Leopardenbestände liegen hier offenbar deutlich unter den potentiellen Beständen, die dort in Anbetracht der Beutetiere vorkommen könnten.
Im Jahr 2016 wurden erstmals drei Persische Leoparden im russischen Großen Kaukasus im Bereich des Sotschier-Nationalparks freigelassen. Dies geschah im Zuge eines groß angelegten Auswilderungsprojektes im Zuge der Olympischen Winterspiele 2014 mit Unterstützung des WWF und Wladimir Putins. Dazu werden Leoparden in großen Freigehegen gezüchtet und für die Auswilderung vorbereitet.
| Land          | Bestandsgröße  |
| ------------- | -------------- |
| Afghanistan   | 200–300?       |
| Aserbaidschan | < 10–13        |
| Armenien      | < 10–13        |
| Bergkarabach  | < 5            |
| Georgien      | < 5            |
| Iran          | 550–850 (2002) |
| Pakistan      | ?              |
| Russland      | 10–15          |
| Turkmenistan  | 80–90          |
| Türkei        | ?              |

Die größten Bedrohungen sind die sinkenden Beutetierbestände, Lebensraumveränderungen sowie die Nachstellungen auf den Leoparden, der vor allem als Nutztiertöter verfolgt wird. Die genauen Auswirkungen und der Umfang dieser Bedrohungen sind allerdings schwer zu ermitteln.

## Lebensraum
Der Persische Leopard ist wie alle Unterarten des Leoparden sehr anpassungsfähig. Er kommt in Wäldern sowie Grassteppen und Halbwüsten vor, doch die größte Population des Persischen Leoparden findet man in den Grassteppen am Fuße des Elburs-Gebirges. So bewohnte er ursprünglich nahezu alle Lebensräume des Iran mit Ausnahme der offenen Ebenen und landwirtschaftlich intensiv genutzter Gebiete.

## Beute
Die wichtigsten Beutetiere im Iran sind Bezoarziegen (Capra aegagrus), Wildschweine, Wildschafe (Ovis spp.), Kropfgazellen (Gazella subgutturosa), Rothirsche (Cervus elaphus), Rehe (Capreolus capreolus), Indische Stachelschweine (Hystrix indica), Pikas (Ochotona rufescens) sowie Nutztiere und Hunde. Im Bereich des Golestan-Nationalparks im Nordostiran ernähren sich Leoparden vor allem von Steppenwildschafen und Wildschweinen, vermutlich auch von Wildziegen. Ergänzt wird die natürliche Beute anscheinend durch Haustiere. Im Südosten Armeniens ernähren sie sich vor allem von Bezoarziegen, Wildschweinen, Rehen und Indischen Stachelschweinen.

## Haltung in menschlicher Obhut

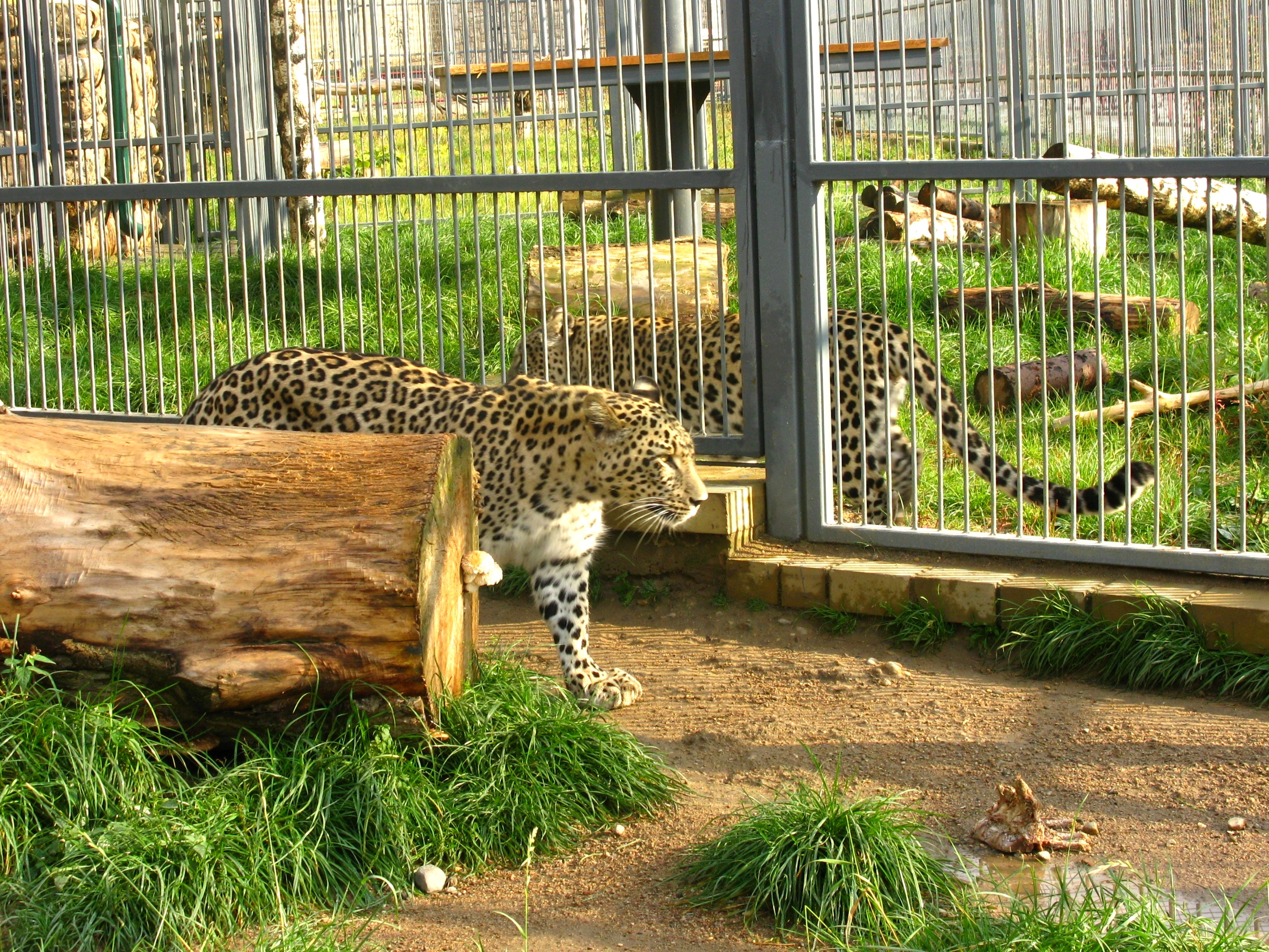
Persische Leoparden

Der Persische Leopard wird heute in zahlreichen europäischen Zoos gehalten und regelmäßig gezüchtet. Alle Gründungstiere aus dem Iran wurden zwischen 1955 und 1967 im Elburs-Gebirge, im Kopet-Dagh und in den Ala-Dagh-Bergen gefangen.
Im Jahr 2014 gelang dem Tierpark Nordhorn (Niedersachsen) erstmals die künstliche Befruchtung bei einem Nordpersischen Leoparden. Mit Hilfe von Spezialisten vom Institut für Zoo- und Wildtierforschung (IZW) aus Berlin wurde dieses Vorhaben seit 2010 geplant; ein erster Versuch schlug fehl. Am 3. August wurden dann zwei Junge geboren.

## Kulturgeschichte
Der Leopard ist seit jeher ein häufiges Tier Persiens und hatte Einfluss auf die Kultur Vorderasiens. Im Iran existieren etwa mehrere Orte, die den persischen Namen Palang-Kuh (deutsch: „Leoparden-Berg“) tragen.